# Mallosia brevipes
Mallosia brevipes là một loài bọ cánh cứng trong họ Cerambycidae.